# アクセル・ホーク
アクセル・ホーク (Axel Hawk) は、SNKの対戦型格闘ゲーム『餓狼伝説』シリーズに登場する架空の人物。

## キャラクター設定
ボクシングの元ヘビー級チャンピオン。年齢による限界から一度は引退していたが、ヴォルフガング・クラウザーにスカウトされ、三闘士の一角を担った。初出の『餓狼伝説2』（以下『餓狼2』と表記）では三闘士の1人としてビリー・カーンの次に登場。戦いの舞台はアメリカのニューヨークで、周りを高圧電流が常に流れるロープに囲まれており、ライン移動ができない（ライン飛ばし攻撃を受けると、電流による追加ダメージを受けて手前ラインに戻される）。そのさらに奥には高層ビルが並んでおり、『餓狼2』と『餓狼伝説スペシャル』（以下『餓狼SP』と表記）とでは、高層ビルのデザインが異なる。
『餓狼SP』の対戦前のメッセージで、ギース・ハワードの命令でクラウザーの配下のフリをしてスパイ行為を働いていたビリーに対しては「裏切り者」と怒りをあらわにするが、ローレンス・ブラッドに対しては互いに実力を認め合っているようである。PCエンジン版『餓狼2』の追加スタッフロールでは、ビリーの妹であるリリィに一目惚れしてビリーに睨まれているシーンがある。
歴代のヘビー級チャンピオンの中でも最強クラスのパンチ力をクラウザーに気に入られ、一時的に彼の配下になるが、母親思いの一面を見せることからも分かるように、決して根っからの悪ではなく、『餓狼SP』のエンディングではマイケル・マックスをトレーナーにしてボクシング界への復帰を目指してトレーニングを積んでいる。『リアルバウト餓狼伝説スペシャル』ではキックボクサーのフランコ・バッシュのプロフィールで触れられているが、この2人の共演は実現していない（ただし『餓狼伝説3』のボブ・ウィルソンのエンディングでは2人はパーティーで同席している）。
ゲーム中に勝負に負けると、マウスピースが吹き飛ぶ演出がある。なお、アクセルのステージでアクセルとダック・キングを戦わせて第4ラウンド（エクストララウンド）まで進み、時間切れで決着すると（お互いの勝敗は問わず）、電流ロープの上を2匹のヒヨコが走っていき、正面衝突して爆発するという隠し演出がある。

## 他のメディアでのアクセル
『コミックゲーメスト』に連載された漫画版『餓狼伝説2』（MONDO・恵：作、ストーリーはSNKによる）では不知火舞の祖父・半蔵を殺害した張本人という設定にされ、ビッグ・ベアと戦った後に舞を苦しめるも、結局は倒される。
『コミックボンボン』版『餓狼伝説2』（細井雄二：作）では現役のボクサーで、クラウザーと共存していたギースをチンピラ呼ばわりする。ボディガードをテリー・ボガードたちに倒されたあとで、飼い犬を使ってテリーたちを返り討ちにしようとするが失敗する。そして、電流ロープを張ったリングで自らテリーと勝負して敗北するが、クラウザーの居場所を教えるのを拒否して感電自殺する。
アニメ『バトルファイターズ餓狼伝説2』ではクラウザー配下ではない一般の格闘家で、子分のボクサーを引き連れて登場する。クラウザーに敗北したショックで酒びたりになっていたテリーに真剣勝負を申し込むがテリーが反応しなかったため（アクセルも「目が死んでやがる…」と呆れてはいる）、テリーに憧れる少年トニーがテリーの替わりに戦うことを申し出、アクセルは子分にトニーの相手をしてやれと指示する。子分はトニーを攻撃するが、トニーが殴られ続けながらも何とか気力で持っていたのを見て攻撃を中止する。それを見て目覚めて本気になったテリーと戦い、自慢のパンチを一発見舞うものの、何度倒れても立ち上がり続けるトニーの姿に自分を取り戻したテリーには通じず、「ばかな…これが先程まで死んだ目をしていた男なのか…」と驚きつつノックアウトされる。

## ゲーム上の特徴
ボクサーゆえに蹴り技は一切使用せず、機動力も低いが、鍛え上げられた屈強な体から繰り出されるパンチ攻撃は攻撃判定・威力に優れる。
ビリー、ローレンス、クラウザーともにスーパーファミコンやメガドライブなどの一部の移植版でのみ、隠しコマンドを入力することで使用可能。
最初から使用可能となった『餓狼SP』では、飛び道具が「真空カッター」から「トルネードアッパー」へと変わり、「真空カッター」の攻撃中の動きを再現した「アクセルダンス」が新必殺技として追加された。攻撃前後の隙が全体的に大きくなっていて弱体化が目立つが、ゲーム雑誌『ゲーメスト』のダイアグラムでは上位にランクされた。
『餓狼SP』の開発陣の中で、「最弱」と思われているのはアクセルだという。企画担当者は「一生懸命作ったのに（泣）」と嘆いていた。企画のサブは「アクセルにとって、とくにキツイ相手は舞ですかね。開発中は舞のスピードについていけなかったんです」と述べている。

## 技の解説

### 特殊技・掴み技
ダッキングブロー
避け攻撃。攻撃判定の出現が若干遅いが、そのリーチの長さは（避け攻撃では）全キャラクター中トップクラス。
ヘルボンバー
アクセルは通常の投げ技を持たないため、投げ技は全て掴み技となる。相手を片手で持ち上げて顔面に連続でパンチを叩き込み、最後の一撃で叩き飛ばす。
エレキアタック
相手を片手で持ち上げ、連続で締め上げてから奥ラインに殴り飛ばす。奥ラインに障害物がある三闘士のステージでは、障害物に飛ばされることで追加ダメージを受ける。
ローリングバスター
相手を片手で捕まえて連続で締め上げつつ、もう片方の腕を振り回し、その腕で相手にアッパーカットを叩き込んで遥か上空まで殴り飛ばす。与えるダメージは「ヘルボンバー」よりも大きい。

### 必殺技
真空カッター
『餓狼2』でのみ使用。攻撃判定が大きい飛び道具を飛ばす。飛ばす際にパンチを高速で3連発するが、これにも攻撃判定が存在する。飛び道具の撃ち合いでも負けにくい高性能な技。
スマッシュボンバー
前方へのダッシュからアッパーカットを繰り出す。『餓狼SP』では笑いながら突進するが、技全体の動作が遅くなって弱体化している。弱は強攻撃をキャンセルして出すことで連続技になる。
バックダッシュスマッシュボンバー
バックダッシュした後に「スマッシュボンバー」を繰り出す技。メガドライブ版『餓狼2』のオリジナル技。
グレートガンブロー
「真空カッター」の対空版。メガドライブ版『餓狼2』のオリジナル技。
トルネードアッパー
『餓狼SP』での飛び道具で、マイケル・マックスから伝授された。ジョー・ヒガシの「ハリケーン・アッパー」と性質はほぼ同じだが、動作の隙は「真空カッター」よりも大きい。
アクセルダンス
トルネードアッパー同様に『餓狼SP』で追加された技。「真空カッター」で飛び道具を飛ばす際に繰り出したものと同じ攻撃を決める。ボタンを連打し続けることで、技の継続も可能。強は弱よりもややゆっくり攻撃し、攻撃の反動も弱より大きい。

### 超必殺技
アクセルラッシュ
両腕を振り上げて叫んでから高速で突進しつ3発のパンチを見舞う技。『餓狼2』では通常の必殺技扱い（メガドライブ版を除く）。この技の攻撃判定は全部で3回出現するが、『餓狼SP』では2回ガードさせた時点で攻撃判定は消滅する。『餓狼2』の対CPU戦にてCPUアクセルに挑発を出すと、必ずこの技を出してくる。『餓狼SP』では体力ゲージが点滅した状態のCPUアクセルに対して挑発を出しても、この技を出してこない場合がある。

## 担当声優
- マイケル・ビアード（ Michael Beard ）（『餓狼2』、『餓狼SP』）[2]
- 臼井雅基（攻略ビデオ『餓狼伝説スペシャル 〜超絶武闘会〜』）
- 掛川裕彦（アニメ「バトルファイターズ 餓狼伝説」）
- 江川央生（CDドラマ「電撃CD文庫 餓狼伝説」）

## 関連人物
- ヴォルフガング・クラウザー - 元・主人
- ローレンス・ブラッド - 三闘士の1人
- ビリー・カーン - 三闘士の1人（実はギース・ハワードのスパイ）
- マイケル・マックス - 飛び道具の「トルネードアッパー」を伝授された